# Stavka

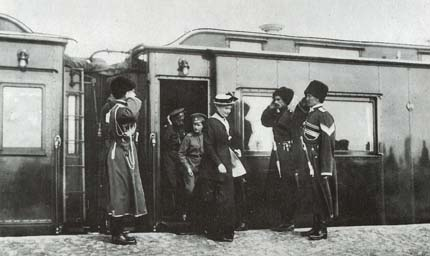

La Stavka (en ruso: Ставка) fue el Cuartel General de las Fuerzas armadas del Imperio Ruso en los días de la Primera Guerra Mundial y luego adoptó el mismo nombre el Estado mayor supremo de las fuerzas armadas de la URSS durante la Segunda Guerra Mundial, cuando estuvo bajo control directo de Stalin. A veces se escribe en algunos textos con mayúsculas ("STAVKA") como un acrónimo, pero ello es erróneo, pues el término stavka deriva de un vocablo ruso primitivo que equivale a tienda de campaña. El término se extendió finalmente a la cúpula de oficiales de alto rango, así como a la ubicación geográfica de la misma.

## I Guerra Mundial
El Comandante en Jefe del Ejército Imperial al inicio de la I Guerra Mundial fue el Gran Duque Nicolás Nikoláyevich, nieto del Zar Nicolás I y tío del reinante zar Nicolás II. Fue nombrado repentinamente al comenzar la Primera Guerra Mundial en 1914, por lo que no tenía planeada ninguna estrategia militar. Si bien el Gran Duque Nicolás tenía fama de oficial competente, no era brillante para el elevado cargo, hecho que Rasputin utilizó para ocasionar su destitución mediante intrigas en el verano de 1915, tomando el mando el Zar Nicolás II en persona, pese a su poco conocimiento en materias bélicas y su escasa popularidad entre tropas y oficiales. Esta última decisión fue desastrosa para la guerra, y el Zar sería derrocado en 1917.
La primera ubicación de la Stavka de la Rusia Imperial fue en Baránavichi, hoy perteneciente a Bielorrusia. En 1915, la Stavka tuvo que instalarse en Maguilov debido al avance alemán.

## II Guerra Mundial
La Stavka Soviética comandó las fuerzas del Ejército Rojo durante la Gran Guerra Patria contra la Alemania nazi, pero pronto su influencia se extendió a la Fuerza Aérea de la URSS y a la Marina de Guerra de la URSS. 
El Cuartel General de la Stavka se estableció el 23 de junio de 1941 por un decreto secreto de Stalin, que era el jefe de gobierno y el líder del Partido Comunista de la Unión Soviética. En ese decreto se conformaba la Stavka por el mariscal Semión Timoshenko, Gueorgui Zhúkov, Iósif Stalin, Viacheslav Mólotov, el mariscal Kliment Voroshílov, el mariscal Semión Budionni y el presidente del Narkom de la Armada, el almirante Nikolái Kuznetsov, fijando la sede en Moscú y ya no en una localidad cercana al frente. En 1945 el jefe del Estado Mayor era el general Alekséi Antónov.